# Miconia longicuspis
Miconia longicuspis é uma espécie de arbusto da flora de Brasil pertencente à família Melastomataceae.

## Descrição
Miconia longicuspis é muito semelhante a M. paniculata, mas difere dela por suas bractéolas subuladas persistentes (que podem ser vistas mesmo em frutos jovens), hipanto campanulado e lobos de cálice triangulares com pequenos dentes externos.

## Distribuição geográfica
No Brasil ocorre nos estados de Rio de Janeiro, Espírito Santo, Minas Gerais, São Paulo e Paraná.

## Taxonomia
Miconia longicuspis foi nomeada por o botânico belga Célestin Alfred Cogniaux, descrito em Monographiae Phanerogamarum 7: 851, e publicado em 1891.

## Conservação
O Governo do Estado do Espírito Santo incluiu em 2005 M. longicuspis em sua primeira lista de espécies ameaçadas de extinção, por intermédio do Decreto nº 1.499-R, classificando-a como uma espécie vulnerável.